# 46644 Lagia
46644 Lagia este un asteroid din centura principală de asteroizi.

## Descriere
46644 Lagia este un asteroid din centura principală de asteroizi. A fost descoperit pe 19 iulie 1995 la San Marcello Pistoiese de Andrea Boattini și Luciano Tesi. Asteroidul prezintă o orbită caracterizată de o semiaxă mare de 2,30 ua, o excentricitate de 0,13 și o înclinație de 6,1° în raport cu ecliptica.